# Brent McGrath
Brent McGrath (født 18. juni 1991) er en australsk fodboldspiller. Han spiller typisk som angriber, men spiller af og til også som en højre kantspiller.
Han er udlejet til FC Fredericia fra Esbjerg, hvor han har siden juli 2016 Esbjerg fB, hvortil han kom efter en sæson i FC Fredericia.

## Karriere
McGrath kom som ganske ung til Brøndby IF fra Sydney United. Her fik han – trods det at han stadig befandt sig i U19-truppen – debut på Brøndbys bedste hold i hjemmekampen mod Randers FC den 22. marts 2010. I resten af foråret fik Han spilletid i næsten halvdelen af førsteholdets kampe.
I U19-ligaen var Brent McGrath i sæsonen 2009-10 en stor profil med 29 scoringer i 28 kampe, på trods af at han altså flere gange var indlemmet i Brøndbys A-trup.
I 2014 rejste McGrath hjem for at prøve lykken, men de næste par år gav ham mange småophold i australske og thailandske klubber, inden han kom tilbage til Danmark og skrev kontrakt med FC Fredericia.
Den 19. maj 2016 skrev han en treårig kontrakt med Esbjerg fB gældende fra sommerpausen samme år..

## Reflist
1. ↑  Madsen, Frede (2016-05-19). "EfB indgår treårig aftale med Brent McGrath". EfB.dk. Arkiveret fra originalen 16. august 2016. Hentet 2016-07-24.
2. ↑  "FCF skriver med Brent McGrath". fcfredericia.dk. 2015-08-20. Arkiveret fra originalen 24. september 2015. Hentet 2015-08-23.